# Büyükkışla, Boztepe
Büyükkışla là một xã thuộc huyện Boztepe, tỉnh Kırşehir, Thổ Nhĩ Kỳ. Dân số thời điểm năm 2010 là 233 người.